# Börsennotiertes Unternehmen
Börsennotiertes Unternehmen (auch Publikumsgesellschaft; englisch listed/quoted/public company) ist ein privatrechtlich organisiertes Unternehmen, dessen Unternehmensanteile börsennotiert (in der Schweiz: kotiert) sind.

## Allgemeines
An den meisten weltweiten Börsen werden überwiegend Aktien gehandelt, so dass sich die Rechtsform von börsennotierten Unternehmen auf die Aktiengesellschaft (AG; und in Deutschland zusätzlich auf die Kommanditgesellschaft auf Aktien, KGaA) und die Europäische Gesellschaft (SE) beschränkt. Ihr Grundkapital befindet sich ganz oder teilweise in Streubesitz, wobei im Idealfall 100 % der Aktien eines Unternehmens an der Börse gehandelt werden. Allein die Tatsache der Marktkapitalisierung ist für die Einstufung als börsennotiertes Unternehmen maßgeblich, so dass bereits >0 % Streubesitz ein Unternehmen zum börsennotierten Unternehmen macht.
Im Englischen wird ein börsennotiertes Unternehmen auch verwirrend als „public company“ bezeichnet (deutsch „öffentliche Gesellschaft“, auch „Publikumsgesellschaft“). Diese Übersetzung darf nicht verwechselt werden mit öffentlichen Unternehmen (Unternehmen im Staatseigentum) und mit öffentlichen Stellen.

## Rechtsfragen
In § 21 Abs. 2 WpHG a. F. gab es eine Legaldefinition von börsennotierten Unternehmen als „Aktiengesellschaften, die ihren Sitz in Inland haben und deren Aktien zum amtlichen Handel an einer Börse in einem EU-Mitgliedstaat oder in einem anderen Vertragsstaat des Abkommens über den Europäischen Wirtschaftsraum zugelassen sind“. Börsennotierte Unternehmen unterliegen besonderen Offenlegungspflichten im Hinblick auf ihren Jahresabschluss und weiteren Informationspflichten (Ad-hoc-Publizität, Gewinnwarnungen, Zwischenberichterstattung) oder der Publizitätspflicht, die sich aus Spezialgesetzen ergeben. Dies beginnt mit der Zulassungspflicht an Börsen, die alle Effekten betrifft, die im regulierten Markt an einer Börse gehandelt werden sollen (§ 32 BörsG). Eine Zulassung von Effekten zum Börsenhandel hat die auf § 34 BörsG beruhenden Regelungen der Börsenzulassungsverordnung (BörsZulV) zu beachten; dem Zulassungsantrag mit Internationaler Wertpapierkennnummer muss stets ein Wertpapierprospekt beigefügt sein, der den Anforderungen des § 4 WpPG entspricht. Aus der einmaligen Zulassung ergeben sich permanent zu erfüllende Folgepflichten, die vor allem die Veröffentlichung von Unternehmensdaten (Jahresabschluss, Lagebericht und Risikobericht) betreffen (siehe regulierter Markt).
Für die IFRS ist Voraussetzung, dass bei börsennotierten Unternehmen die Eigenkapitalpapiere an einem organisierten Markt gehandelt werden.

## Arten
Allgemein werden weltweit die börsennotierten Unternehmen in – allerdings nicht vereinheitlichte – Größenklassen unterteilt, wobei die Betriebsgröße anhand der Umsatzerlöse gemessen wird. Dabei ist zwischen Small Caps, Mid Caps und Large Caps zu unterscheiden: Diese Begriffe sind auf den Aktienmarkt beschränkt.
| Kriterium                          | Small Cap    | Mid Cap               | Large Cap     |
| ---------------------------------- | ------------ | --------------------- | ------------- |
| Größenklassen                      | ≤ € 100 Mio. | € 100 Mio. ≤ € 2 Mrd. | > € 2 Mrd.    |
| Anzahl der Unternehmen             | 520          | 175                   | 44            |
| Marktkapitalisierung (allgemein)   | € 11,32 Mrd. | € 87,45 Mrd.          | € 581,63 Mrd. |
| Marktkapitalisierung (Streubesitz) | € 5,01 Mrd.  | € 36,42 Mrd.          | € 347,61 Mrd. |

In Deutschland überwogen im März 2009 demnach bei der Anzahl die Small Caps mit 520 Unternehmen, bei der Marktkapitalisierung lagen die Standardwerte vorne. Mehr als 94 % aller börsennotierten Unternehmen in Deutschland sind Small Caps und Mid Caps (Nebenwerte).
Alle Unternehmen, die in einem Aktienindex enthalten sind, sind auch börsennotiert. Für Deutschland ist das beispielsweise der DAX, für das Euro-Währungsgebiet der EURO STOXX 50, für die Vereinigten Staaten der S&P 500 oder Dow Jones Industrial Average sowie für Japan der Nikkei 225. Im Januar 2018 ist das nach Marktkapitalisierung wertvollste Unternehmen Deutschlands SAP und das weltweit wertvollste Unternehmen Apple.

## Wirtschaftliche Aspekte
Börsennotierte Unternehmen haben aufgrund ihrer Teilnahme an der Börse eine bessere Möglichkeit, ihren Kapitalbedarf an Eigenkapital durch Kapitalerhöhungen zu decken, weil im Regelfall die Marktliquidität höher ist als bei nicht notierten Unternehmen. Letztere sind auf die Vermögenslage ihrer Gesellschafter, auf die Akquisition neuer Gesellschafter oder auf Fremdkapital angewiesen. Die Unternehmensbewertung fällt leichter, weil über den Börsenkurs der Marktwert (konkret die Marktkapitalisierung) ermittelt werden kann, die eine betriebswirtschaftliche Kennzahl zur Ermittlung des Unternehmenswerts darstellt. Nicht notierte Unternehmen stellen externe Finanzanalysten dagegen vor große Herausforderungen, weil durch deren geringere Publizitätspflicht einige Unternehmensdaten nicht zur Verfügung stehen. Um sie bewerten zu können, ist ein so genannter Fungibilitätszuschlag zu berücksichtigen, der sich aus der schlechteren Fungibilität gegenüber vergleichbaren börsennotierten Unternehmen ergibt. Dieser Fungibilitätszuschlag nützt jedoch nichts, wenn ein Verkauf nicht gelingt.
Zu den börsennotierten Unternehmen gehören typischerweise meist kapitalintensive Großunternehmen, während kleine und mittlere Unternehmen und Familienunternehmen meist nicht notiert sind. Für börsennotierte Unternehmen ist das Unternehmenswachstum ein Mittel zum Erhalt der Marktkapitalisierung und damit der Verteidigung der eigenen Position und dem Schutz vor Übernahmen.

## Abgrenzungen
Ein kapitalmarktorientiertes Unternehmen ist der Oberbegriff, unter welchen auch Unternehmen als Emittenten von Unternehmensanleihen fallen. Diese Emittenten sind jedoch keine börsennotierten Unternehmen. Nicht börsennotierte Unternehmen sind nach § 1 Abs. 19 Nr. 27 KAGB Unternehmen, die ihren satzungsmäßigen Geschäftssitz in der Europäischen Union oder in einem anderen Vertragsstaat des Europäischen Wirtschaftsraums haben und dessen Anteile nicht zum Handel auf einem geregelten Markt zugelassen sind. Werden mithin Aktien im Freiverkehr gehandelt, sind deren Emittenten ebenfalls keine börsennotierten Unternehmen. Formal gelten nach dieser Vorschrift sämtliche außerhalb der EU oder des EWR ansässigen und zu den Standardwerten gehörenden Unternehmen ebenfalls nicht zu den börsennotierten Unternehmen, ihre Aktien dürfen also nicht von einem Investmentfonds erworben werden.